# Михалёво (Гаврилов-Ямский район)
Михалёво — деревня в Гаврилов-Ямском районе Ярославской области России. Входит в состав Заячье-Холмского сельского округа Заячье-Холмского сельского поселения.

## География
Деревня находится в юго-восточной части области, в зоне хвойно-широколиственных лесов, на правом берегу реки Шакши, на расстоянии примерно 12 километров (по прямой) к северо-востоку от города Гаврилов-Ям, административного центра района. Абсолютная высота — 141 метр над уровнем моря.

### Климат
Климат характеризуется как умеренно континентальный, с умеренно холодной зимой и относительно тёплым летом. Среднегодовая температура воздуха — 3 — 3,5 °C. Средняя температура воздуха самого холодного месяца (января) — −13,3 °C; самого тёплого месяца (июля) — 18 °C. Вегетационный период длится около 165—170 дней. Годовое количество атмосферных осадков составляет 500—600 мм, из которых большая часть выпадает в тёплый период.

### Часовой пояс
Михалёво, как и вся Ярославская область, находится в часовой зоне МСК (московское время). Смещение применяемого времени относительно UTC составляет +3:00.

## Население
| 2007 | 2010 |
| ---- | ---- |
| 27   | ↘24  |

### Национальный состав
Согласно результатам переписи 2002 года, в национальной структуре населения русские составляли 65 % из 35 чел.